# Adriano Bausola
Adriano Bausola (Ovada, 22 dicembre 1930 – Roma, 28 aprile 2000) è stato un filosofo italiano.

## Biografia
Adriano Bausola nasce a Ovada, in provincia di Alessandria, il 22 dicembre 1930, da Filippo, scultore cieco di guerra ed Eugenia Bertero. Conseguita una formazione cattolica attraverso le scuole primarie delle Madri Pie, fondate da Paolo Gerolamo Franzoni, e dei Padri Scolopi, gli studi liceali lo vedono a Novi Ligure al Classico Statale "Doria" dove «la materia che veramente fu per lui una rivelazione è la filosofia».
Sceglie così la facoltà all'Università Cattolica a Milano, dopo un incontro con Padre Agostino Gemelli e Monsignor Francesco Olgiati, vincendo anche il concorso per un posto gratuito nel Collegio Augustinianum. Fra i suoi docenti emergono due figure che per lui sono «maestri di vita e di pensiero», esponenti di spicco del movimento neotomista: Gustavo Bontadini e Sofia Vanni Rovighi. Diventa così libero docente di filosofia morale nel 1962. Nel 1970 vincendo la cattedra di storia della filosofia viene chiamato alla Cattolica, dove dal 1974 al 1979 è ordinario di filosofia morale passando poi, nel 1980, ad ordinario di filosofia teoretica. È preside della facoltà di lettere e filosofia dal 1974 al 1983.
Nel 1982 è chiamato a far parte del Pontificio Consiglio della Cultura istituito da Giovanni Paolo II per il periodo 1982-1992.

Nel 1983 dell'Università Cattolica del Sacro Cuore ne diventa il Rettore, carica che mantiene fino al 1998.
È stato anche direttore della Rivista di filosofia neo-scolastica, ininterrottamente, dal 1971, e dal 1984 della rivista Vita e Pensiero e condirettore della Rivista Internazionale dei diritti dell'uomo.
Inoltre ha diretto la sezione di filosofia moderna della collana dei Classici della Filosofia dell'editore Rusconi.
Ha fatto parte del Direttivo del Centro di metafisica istituito dalla Cattolica, e per esso ha co-diretto la collana di pubblicazioni Metafisica e storia della metafisica.
Tra gli altri incarichi e funzioni è stato:
- Socio dell'Accademia Nazionale dei Lincei nella categoria scienze filosofiche;
- Membro dell'Istituto Lombardo - Accademia di Scienze e lettere;
- Membro del direttivo della Società Filosofica Italiana;
- Vice Presidente del Comitato Scientifico e Organizzatore delle Settimane Sociali dei Cattolici Italiani dal 1985 al 1994;
- Consulente della Sacra Congregazione per l'Educazione Cattolica;
- Presidente di una delle Commissioni del Convegno ecclesiale Evangelizzazione e promozione umana a Roma dal 30 ottobre al 4 novembre 1976;
- Moderatore di uno dei cinque ambiti del Convegno ecclesiale Riconciliazione cristiana e comunità degli uomini a Loreto dal 9 al 13 aprile 1985;
- Uditore al Sinodo straordinario dei Vescovi indetto dal Papa per il 20º anniversario del Concilio Vaticano II;

## Studi
Sul piano teorico, le direttive di indagine di Bausola sono soprattutto quella etica (fondazione della morale), quella antropologica (il problema della libertà; il tema della cultura e della cultura cristiana in particolare), e quelle della metafisica e della gnoseologia.

I suoi interessi principali di studioso sono rivolti, sul piano storico all'idealismo e al neo-idealismo, esperto a livello internazionale di Friedrich Schelling e di Blaise Pascal i suoi studi sono rivolti anche a Franz Brentano, John Dewey e al pragmatismo, alla tematica esistenzialista.

Caratteristico delle opere di Bausola - là dove si tratti dello studio di filosofi del passato, o del nostro tempo - è il legame tra ricostruzione storica e ripensamento critico, secondo criteri teoretici: un orientamento volto, attraverso il dialogo con alcune delle più importanti prospettive della filosofia moderna e contemporanea, ad un ripensamento della concezione classica del sapere.

La sua attività pubblicistica si è svolta sul terreno filosofico, politico-culturale, etico-religioso, e si è realizzata su giornali e su riviste di cultura.

## Opere principali
- 1960 - Saggi sulla filosofia di Schelling, Milano, Vita e Pensiero
- 1960 - L'Etica di John Dewey, Milano, Vita e Pensiero
- 1965 - Filosofia e storia nel pensiero crociano, Milano, Vita e Pensiero
- 1965 - Metafisica e rivelazione nella filosofia positiva di Schelling, Milano, Vita e Pensiero
- 1966 - Etica e politica nel pensiero di Benedetto Croce, Milano, Vita e Pensiero
- 1968 - Il pensiero di Schelling
- 1968 - Conoscenza e moralità in Franz Brentano, Milano, Vita e Pensiero
- 1969 - Indagini di storia della filosofia. Da Leibniz a Moore, Milano, Vita e Pensiero
- 1969 - Lo svolgimento del pensiero di Schelling. Ricerche, Milano, Vita e Pensiero
- 1970 - Il problema del valore nella filosofia analitica, Milano, Scuole Grafiche Opera Don Calabria
- 1971 - Il problema della libertà. Introduzione a Sartre, Milano
- 1972 - Filosofia della rivelazione. Federico Guglielmo Giuseppe Schelling, 2 vol., Bologna, Zanichelli
- 1973 - Introduzione a Pascal, Bari, Laterza
- 1975 - Friedrich W. J. Schelling, Firenze, La Nuova Italia
- 1976 - Filosofia Morale. Lineamenti, Milano, Vita e Pensiero
- 1977 - Natura e progetto dell'uomo : riflessioni sul dibattito contemporaneo, Milano, Vita e Pensiero
- 1978 - Libertà e relazioni interpersonali : introduzione alla lettura di L'essere e il nulla, Milano, Vita e Pensiero
- 1978 - Pensieri, opuscoli, lettere di Blaise Pascal, con Remo Tapella, Milano, Rusconi
- 1980 - Libertà e responsabilità, Milano, Vita e Pensiero
- 1985 - La libertà, Brescia, La Scuola
- 1998 - Le ragioni della libertà, le ragioni della solidarietà, Milano, Vita e Pensiero
- 1998 - Fra etica e politica, Milano, Vita e Pensiero